# Paulina Arpasi
Paulina Arpasi Velásquez (Collacachi, 19 de diciembre de 1956) es una activista antirracista y campesina vinculada al sector agrario peruana-boliviana. Fue congresista de la república por Puno durante el periodo 2001-2006, siendo la primera congresista mujer aimara en la historia del Perú. También fue representante de la Confederación Campesina del Perú (CCP).

## Biografía
Es una ciudadana plurilingüe (quechua, aimara, español). Fue la primera mujer aimara en llegar al Congreso de la República con la mayor votación (28,825 votos) en representación del departamento de Puno por el partido Perú Posible. Fue activista a favor de la democracia durante el gobierno de Alberto Fujimori e inició el estudio de la carrera de sociología en la Pontificia Universidad Católica del Perú aunque no pudo culminarlo por no acreditar el idioma inglés.
Estudió primaria en la Escuela 71505 y Secundaria en los colegios Daniel Alcides Carrión y Villa del Lago, e hizo estudios superiores en el Instituto Tecnológico José Antonio Encinas de Puno. Conformó la secretaría general colegiada de la Confederación Campesina del Perú, organización sindical en la que milita desde hace varios años representándolos en conferencias como la III Conferencia Mundial de Campesinos en África. Durante su permanencia en el Congreso creó leyes en beneficio de los campesinos y comunidades nativas como la Ley 28150 y presentó un proyecto de Ley en el que se proponía que en las listas de candidatos al congreso se considere un mínimo de 40% de mujeres y un mínimo de 20% de representantes de las Comunidades Campesinas, Nativas y Pueblos Originarios, pero hasta el día de hoy no se ha aprobado. 
Destacó la participación de la mujer en la política y durante su mandato denunció tratos de discriminación y racismo por trabajadores del estado. Actualmente reside en Puno junto a sus dos hijos, en uno de los barrios periféricos de la ciudad.

## Trayectoria política
Paulina Arpasi asumió sus funciones en el Congreso el 27 de julio de 2001. Fue presidenta de la Comisión de Amazonía, Asuntos Indígenas y Afroperuanos y de la Comisión Especial Revisora de la Legislación de Comunidades Campesinas y Comunidades Nativas. Creó la Comisión Especial Revisora de la legislación sobre las comunidades campesinas y comunidades nativas, ley 28150, que tiene como propósito estudiar la legislación nacional sobre el tema y establecer una ley general a beneficio del campesinado. Ha escrito dos libros al respecto: "Desarrollo comunal en la era global. Derecho indígena en el siglo XXI" y "Una luchadora aymara en el Congreso : logros y desafíos, 2001-2006". En su gestión también intervino para declarar la Fiesta de la Candelaria como patrimonio cultural del Perú.
Durante los primeros años de su legislación denunció casos de discriminación por sus rasgos y vestir andino, así como por su dificultad para hablar español con fluidez lo que se empleó como tema de parodia para algunos programas de TV. Culminó su primer y único periodo congresal el 26 de julio de 2006.